# عبد الفتاح قلعه جي
عبد الفتّاح رَوّاس محمّد قَلعَه جي  (21 يوليو 1938 - 16 يوليو 2023) شاعر وكاتب مسرحي سوري. وُلد في حلب ونشأ فيها. درس بها حتى نال الشهادة الثانويّة. وتخرج من جامعة دمشق، كلية الآداب. عمل مدرّسًا وصحفيًا، ثم في الإذاعة السورية وكتب العديد من المسلسلات التلفزيونية والإذاعية. عيّن رئيسًا لفرقة المسرح الشعبي في حلب 1968 – 1969. نشر شعره وأدبه في الصحف والمجلّات السورية وشارك في العديد من الندوات والمهرجانات في سوريا والوطن العربي وإيران وذلك بصفته باحثا ومحكّما. له مؤلفات قصصية للأطفال ودواوين شعرية وأعمال مسرحية ودراسات في الفكر والأدب والفن.

## سيرته
ولد عبد الفتاح رواس قلعة جي في حي الكلاسة بحلب في 21 يوليو 1938/ 24 جمادى الأولى 1357 ونشأ بها. درس الابتدائية في مدرسة العرفان ثم انتقل إلى إعدادية سيف الدولة ومنها إلى ثانوية هنانو. انتسب إلى دار المعلمين في 1953 وتخرج منها عام 1956. تابع دراسته الجامعية في كلية التربية في 1957 ولمدة سنتين على أساس أهلية التعليم. ثم انتسب إلى جامعة دمشق وحصل على الليسانس في اللغة العربية في 1965.
عمل مدرسًا في ثانويات حلب ومناطقها من 1956 حتى 1979. ندب إلى العمل في مكتب الحبوب، وبعدها إلى إذاعة حلب، ثم عاد إلى مديرية التربية وعيّن مديرًا للمكتب الصحفي، ثم في مكتبة المديرية، حتى أحيل إلى التقاعد. عمل في إعداد البرامج في إذاعة حلب، وفي المركز التلفزيوني بها. تسلم رئاسة فرقة المسرح الشعبي بحلب 1968 – 1969.
هو عضو في كل من اتحاد الكتاب العرب بجمعية المسرح، وهيئة مجلة الحياة المسرحية وهيئة مجلة الشهباء الحلبية وجمعية العاديات بحلب.

## مؤلفاته
- «مولد النور»، 1971
- «القيامة»، 1980
- «مسافر إلى أروى»، 1994

وله في المسرح:
- «ثلاث صرخات»، 1966
- «السيّد»، 1967
- «عرس حلبي وحكايات سفر برلك»، 1984
- «صناعة الأعداد»، 1980
- «هبوط تيمورلنك»، 1980
- «السهروردي»

وله في القصة:
- «أحاديث وقصص»، 1978
- «سلسلة أحسن القصص»
- «حكايات البراعم»، 1980
- «الطفل السعيد»، 1981
- «معراج الطير»

وله في الدراسات الأدبية:
- «العلامة خير الدين الأسدي»
- «الشاعر أمين الجندي»
- «حافظ الشيرازي»، مشترك
- «مسرح الريادة»
- «مسافر إلى أروى»
- «سلسلة المختار من التراث العربي: من شعر أمين الجندي»
- «علم الجمال الإسلامي»
- «أمير الموشحات عمر البطش»

## جوائزه
- 1998: جائزة مجلس مدينة حلب للإبداع الفكري
- 1998: جائزة الباسل (يمنحها مجلس مدينة حلب) للإبداع الفكري
- 1999: تم تكريمه ودراسة أعماله المسرحية في تشرين 1999 من قبل جمعية المسرح – اتحاد الكتاب العرب، بالتعاون مع مديرية الثقافة بحلب.
- 2015: منح جائزة الدولة التقديرية في المسرح والآداب.[3][8]